# Gastone Belotti
Pour les articles homonymes, voir Belotti.
Gastone Belotti (Venise, 2 août 1920 – Padoue, 2 novembre 1985) est un musicologue italien, spécialiste de Frédéric Chopin.

## Biographie
Gastone Belotti a été élève de Fausto Torrefranca. Il est spécialiste de la musique instrumentale slaves des premières décennies du XIXe siècle. Il a été collaborateur de la revue polonaise Ruch Muzyczny et des magazines italiens Rivista Italiana di Musicologia et Nuova Rivista Musicale Italiana.
Il est l'auteur de plus de cinquante publications en Italie et à l'étranger. Ses études sur le musicien polonais avait la reconnaissance particulière, notamment l'adhésion à « Towarzytwo im. Fryderyka Chopina » de Varsovie et s'est vu attribuer l'Ordre du mérite de la culture polonaise. Les plus importantes de ces études sont F. Chopin, l'uomo (1974) en trois volumes et Chopin (1984).

## Écrits
- (it) Le origini italiane del rubato chopiniano : Conferenza tenuta il 30 maggio 1967, Wrocław, Varsovie, Ossolińskich, Polskiej Akademii Nauk, coll. « Accademia polacca delle scienze. Biblioteca e centro di studi a Roma. Conferenze » (no 38), 1968, 42 p. (OCLC 6843480)
- (it) Chopin in Italia, Wrocaw, Zakad narodowy im. Ossolinkich. Wydawnictwo Polskiej Akademii Nauk, 1977. 92 p.  – avec Wiaroslaw Sandelewski
- (it) Chopin, Turin EDT/Musica, 1984. XII-639 p.   (ISBN 8870630331) lire en ligne

Articles
- Le date di composizione dell'op. 22 di Chopin, p. 697-711, Nuova Rivista Musicale Italiana, année 1, no 4, novembre/décembre 1967
- Il problema delle date dei Preludi di Chopin, Rivista Italiana di Musicologia no 5, 1970, p. 159–215.